# Joseph Paletta
Joseph Paletta (New York, 15 novembre 1937) è un ex schermidore statunitense.

## Biografia
Ha partecipato ai Giochi della XVII Olimpiade di Roma nel 1960.

## Palmarès
In carriera ha conseguito i seguenti risultati:
- Giochi Panamericani:

Chicago 1959: oro nel fioretto a squadre e bronzo individuale.